# Politische Bewegung
Eine politische Bewegung ist eine soziale Bewegung, die politische Ziele durchzusetzen versucht.
Eine politische Bewegung kann um einen einzelnen Punkt herum organisiert sein oder eine breitere Agenda haben. Im Gegensatz zu einer politischen Partei geht es einer politischen Bewegung nicht darum, Mitglieder der Bewegung in Regierungsämter wählen zu lassen. Stattdessen versucht sie die Bürger im Allgemeinen oder bestimmte Teile der Bevölkerung von ihren Zielen zu überzeugen. Manche politischen Bewegungen wollen auch Regierungen von ihren Zielen überzeugen, um konkrete Maßnahmen wie Gesetze etc. durchzusetzen, während radikalere Bewegungen ebendies ablehnen. Insbesondere letztere entwickeln sich häufig zu Ideologien.
Eine politische Bewegung kann lokal, regional, national, oder international sein. Zu den klassischen Beispielen zählen der Liberalismus und Nationalismus, der Abolitionismus, der Anarchismus, die Bewegungen für das Frauenwahlrecht, die Arbeiterbewegung, die Bewegungen für das allgemeine Wahlrecht, die antikolonialistischen Bewegungen und die Friedensbewegung. Zu den neueren Beispielen zählen die internationale Menschenrechtsbewegung, die zweite Welle des Feminismus (seit den 1960er Jahren), die Umweltbewegung, die Lesben- und Schwulenbewegung, die Behindertenbewegung, MoveOn.org in den USA, die Rātana-Bewegung in Neuseeland, Sinn Féin in Irland, die Globalisierungskritische-Bewegung,  und die Provo-Bewegung in den Niederlanden.
Neuartig sind in den Industrieländern (Europäische Union, Israel, USA) politische Seniorenaktivitäten seit den 1990ern mit der Zielsetzung Einkommen und Gesundheitsversorgung im bedeutender werdenden Lebensabschnitt Alter zu sichern.